# Лубиёкор
Лубиёкор (тадж. Лӯбиёкор) — село в Хатлонской области Республики Таджикистан. 
Входит в состав джамоата (сельской общины) им. Джуры Назарова Шахритусского района.
Находится на расстоянии 27 км от райцентра (пгт. Шахритус) и 5 км от центра джамоата (село Хушоди).
Название села означает «бобовод». Прежнее название — Любликар.
Население — 3537 чел. (2017).